# Françoise Labrique
Françoise Labrique (née le 18 novembre 1949 à Schaerbeek) est une égyptologue belge.

## Carrière
Après avoir obtenu son doctorat en 1991 à Bruxelles, elle a été professeur à l'université de Franche-Comté à Besançon de 1998 à 2005 et à Cologne de 2005 à 2015. Sa thèse a été récompensée en 1992 par le Prix de la Fondation Michela Schiff Giorgini (Lausanne) et le Prix de la Fondation Universitaire (Bruxelles).
Ses intérêts de recherche sont la religion et la littérature égyptiennes, la religion et la Littérature grecques, le travail épigraphique, la ptolémaïstique, les questions d'interpretatio graeca et ægyptiaca et l'analyse iconographique dans les sources tardives (temples et tombes).

## Publications
- « Stylistique et théologie à Edfou. Le rituel de l'offrande de la campagne. Étude de la composition », dans : Orientalia Lovaniensia analecta, volume 51, Peeters, Louvain, 1992,  (ISBN 90-6831-461-0) (en même temps thèse de doctorat, Bruxelles, 1991).
- en tant qu'éditeur : Religions méditerranéennes et orientales de l'Antiquité. Actes du colloque des 23–24 avril 1999 :
  - Institut des Sciences et Techniques de l'Antiquité (UMR 6048), université de Franche-Comté, Besançon.
  - Institut français d'archéologie orientale, Le Caire, 2002,  (ISBN 2-7247-0314-6).

- en tant qu'éditeur avec Uwe Westfehling : Avec Napoléon en Égypte. Les dessins de Jean-Baptiste Lepère :
  - von Zabern, Mainz am Rhein, 2009,  (ISBN 978-3-8053-4103-5).
  - Wissenschaftliche Buchgesellschaft, Darmstadt, 2009,  (ISBN 978-3-534-23177-5).